# Tricyphona perrecessa
Tricyphona perrecessa är en tvåvingeart som först beskrevs av Alexander 1950. Tricyphona perrecessa ingår i släktet Tricyphona och familjen hårögonharkrankar.
Artens utbredningsområde är Myanmar. Inga underarter finns listade i Catalogue of Life.